# 9387 Tweedledee
9387 Tweedledee este o planetă minoră (asteroid), cu un diametru de 4,56 km, din centura de asteroizi. A fost descoperită pe 2 februarie 1994 la Fujieda de Hitoshi Shiozawa⁠(d) și a fost numită după Tweedledee⁠(d). 
Obiectul prezintă o orbită caracterizată de o semiaxă mare de 1,9391322 UAi, o excentricitate de 0,09, o înclinație de 21,65625 ° în raport cu ecliptica.